# Орджонікідзевський район (Керч)
Орджонікідзевський райо́н — скасований нині внутрішньоміський район на півдні Керчі, що існував у 1938—1988 роках. Один із трьох міських районів Керчі в цей період (поряд з Кіровським та Ленінським районами).

## Історія
Орджонікідзевський район був утворений разом із двома іншими районами у 1938 році та названий на честь Серго Орджонікідзе. До 1968 року у складі Керчі виявилося колишнє селище Аршинцеве (результат об'єднання села Камиш-Бурун та села Горком, яке раніше іменувалося Старий Карантин). До 1970 до складу Керчі включено село Героївське (колишній Ельтіген). Ці нові мікрорайони увійшли до Орджонікідзевського району і склали його основу у 1970—1980-ті роки. Ліквідовано район Указом Президії Верховної Ради Української РСР від 14 листопада 1988 року «Про ліквідацію районів у місті Керч Кримської області»

## Населення
| Населення району          | 1939   | 1959   | 1970   | 1979   |
| ------------------------- | ------ | ------ | ------ | ------ |
| Чисельність               | 12 445 | 22 079 | 34 206 | 42 968 |
| Частка населення міста, % | 11,9 % | 22,4 % | 26,8 % | 27,4 % |

Спочатку, у 1930—1950-ті роки, Орджонікідзевський район був найменшим серед районів Керчі, проте згодом за чисельністю населення посідав друге місце після Кіровського.

## Структура району

###### Мікрорайони
- Аршинцеве
- Героївське (Ель-Тійген)
- Рибна[7]

###### Основні магістралі
- Вул. Орджонікідзе
- Вул. Галини Петрової
- Вул. Головна
- Вул. Зябрьова
- Вул. Колгоспна
- Вул. Курортна
- Вул. Ульянових
- Феодосійське шосе

## Економіка та транспорт

###### Найбільші підприємства
- Комиш-Бурунська ТЕЦ
- Комиш-Бурунський залізорудний комбінат
- Керченський суднобудівний завод «Залив»

###### Транспорт
- Автобуси: 5, 10, 10а, 14, 15, 16, 20, 21, 26, 63, 67, 68, 82
- Залізниця: станція Аршинцеве
- Морські перевезення: вантажний порт Комиш-Бурун

## Освіта та культура

###### Навчальні заклади
- Філія Донецького інституту радянської торгівлі
- Керченська філія Калінінградського технічного інституту рибної промисловості та господарства

###### Пам'ятки
- Руїни античного міста Німфей
- Залишки античного городища Тірітака
- Меморіальний комплекс Ельтигенського десанту (музей, пам'ятники та пам'ятні місця)
- Могильник Юз-Оба

## Спорт і рекреація

###### Спорт
- Палац спорту
- Плавальний басейн

###### Рекреація
- Парк культури і відпочинку з пам'ятником Г. К. Орджонікідзе
- Міський пляж на Комиш-Бурунській (Аршинцевській) косі